# Dennie Moore
Florence Rita „Dennie“ Moore (* 30. Dezember 1902 in New York City, New York als Florence Rita Moore; † 22. Februar 1978 ebenda) war eine US-amerikanische Theater- und Filmschauspielerin.

## Leben
Moore, gebürtig eigentlich Florence Rita mit Vornamen heißend, begann ihre Schauspielkarriere im Jahr 1927 am Theater. Um nicht mit der Schauspielerin Florence Moore verwechselt zu werden, gab sie sich den Bühnennamen Dennie Moore. Bis 1957 trat sie in 25 Theaterstücken am Broadway auf, darunter die Stücke A Lady in Love (1927), The Trial of Mary Dugan (1927/28), Cross Roads (1929), The Pursuit of Happiness (1933/34) und The Diary of Anne Frank (1955–57).
Daneben wirkte Moore in über 20 Spielfilmen mit, wobei sie mit ihrer etwas quietschig klingenden Stimme besonders häufig komödiantische Nebenrollen in den damals populären Screwball-Komödien darbot. Ihr Leinwanddebüt gab sie in einer Nebenrolle in Sylvia Scarlett (1935) unter Regie von George Cukor. In diesem spielte sie an der Seite von Katharine Hepburn und Cary Grant ein Dienstmädchen, das sich einer Gruppe von Schwindlern anschließt, um Schauspielerin zu werden. Es folgten unter anderem Rollen als Freundin eines Butlers in Ernst Lubitschs Engel (1937) mit Marlene Dietrich, als tratschende Maniküristin in George Cukors Die Frauen (1939) an der Seite der drei Hauptdarstellerinnen Norma Shearer, Joan Crawford und Rosalind Russell, sowie als Ex-Frau eines der Piloten in dem Kriegsfilm Dive Bomber (1941). Ihre letzte Filmrolle hatte Moore in The Model and the Marriage Broker aus dem Jahr 1951, erneut unter Cukors Regie.
Nach einigen weiteren Theaterauftritten zog sich Moore Ende der 1950er-Jahre von der Schauspielerei zurück. In den 1970er-Jahren lebte sie alleinstehend in einem Hotel in der Park Avenue in Manhattan. Sie starb im Februar 1978 im Alter von 75 Jahren.

## Filmografie
- 1935: Sylvia Scarlett
- 1936: Meet Nero Wolfe
- 1937: Engel (Angel)
- 1937: Ein Kerl zum Verlieben (The Perfect Specimen)
- 1937: Submarine D-1
- 1938: Mystery House
- 1938: Cowboy from Brooklyn
- 1938: Liebe zu viert (Four’s a Crowd)
- 1938: Boy Meets Girl
- 1938: Secrets of an Actress
- 1939: The Adventures of Jane Arden
- 1939: I'm from Missouri
- 1939: Die Findelmutter (Bachelor Mother)
- 1939: These Glamour Girls
- 1939: Die Frauen (The Women)
- 1939: No Place to Go
- 1939: Zauberer der Liebe (Eternally Yours)
- 1940: Saturday's Children
- 1940: Women in War
- 1941: Dive Bomber
- 1949: Anna Lucasta
- 1951: The Model and the Marriage Broker